# Barsø
Barsø (deutsch Barsö) ist eine dänische Insel, die im Lillebælt nahe dem südjütischen Festland vor der Genner Bugt liegt.

## Geographie
Barsø gehört zur Kirchspielsgemeinde (dän: Sogn) Løjt Sogn in der Aabenraa Kommune und liegt etwa 12 km nordöstlich der Stadt Aabenraa (dt.: Apenrade). Auf der Insel mit einer Fläche von 2,66 km² leben 10 Einwohner (Stand 1. Januar 2025), die überwiegend in der Landwirtschaft tätig sind. Mit Barsø Landing auf dem Festland besteht eine feste Fährverbindung, die vor allem im Sommer von Ausflüglern genutzt wird.

## Geschichte
Der Name der Insel geht vermutlich auf das altostnordische Wort bars zurück, das auf Deutsch etwa „ungeschützte Erhöhung“ bedeutet. Bis 1864 war die Insel Teil des Herzogtums Schleswig (Åbenrå Amt, Rise Herred), mit dem sie in jenem Jahr an Preußen fiel. Von 1867 bis 1920 war Barsø trotz seiner geringen Einwohnerzahl, 1905 zählte es 61 Einwohner, eine selbständige Landgemeinde im Kreis Apenrade. Ab 1920 gehörte die Insel wieder zum Rise Herred im Åbenrå Amt und wurde mit der Kommunalreform 1970 Teil der Aabenraa Kommune im Sønderjyllands Amt, die mit der Kommunalreform 2007 in der „neuen“ Aabenraa Kommune in der Region Syddanmark aufging.
Auf der Insel befindet sich das Barsøcentret, ein Informations- und Naturkundezentrum, das auch als Schullandheim dient.